# Complot van 20 juli 1944
Het complot van 20 juli 1944 was een poging om een staatsgreep te plegen en Adolf Hitler om te brengen. Het plan werd in werking gesteld op 20 juli 1944 door officieren van de Wehrmacht en andere organisaties. De eigenlijke leider van het complot was Henning von Tresckow, maar deze kon niet actief deelnemen aan de opstand. De leiding was vanaf dat moment in handen van kolonel Graf Claus von Stauffenberg. De coupplegers gaven de aanslag de codenaam 'Operatie Walküre'.
Graf von Stauffenberg zou zelf de aanslag op Hitler uitvoeren tijdens een militaire stafbespreking in het hoofdkwartier de Wolfsschanze bij Rastenburg in Oost-Pruisen, een enorm groot en goed beveiligd bunkercomplex. De aanslag mislukte, mede doordat een Duits officier de tas met de bom erin had verplaatst nadat von Stauffenberg deze daar had achtergelaten.
De mislukte aanslag en staatsgreep waren aanleiding voor de Gestapo om meer dan 7.000 mensen te arresteren, van wie er 4.980 werden geëxecuteerd.

## Achtergrond

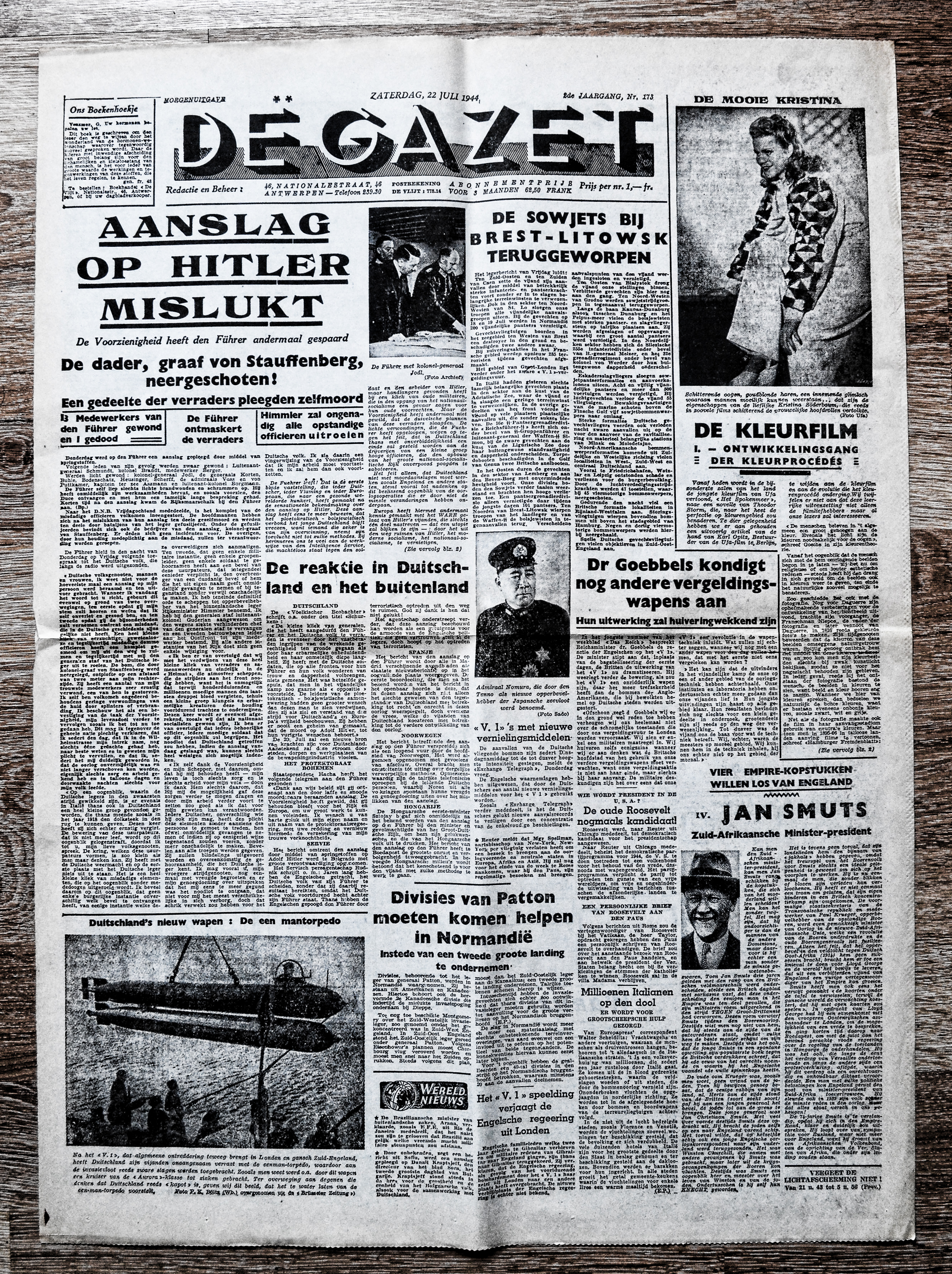
Voorpagina De Gazet 22 juli 1944 met hoofdnieuws "Aanslag op Hitler mislukt"

Hoewel de meeste samenzweerders nationalistisch en conservatief ingesteld waren, zoals bijvoorbeeld Fritz-Dietlof von der Schulenburg en Claus Schenk Graf von Stauffenberg, wantrouwden ze van het begin af aan Adolf Hitler. Vooral toen de nazi's aan de macht kwamen in 1933 en zichtbaar werd  welke verschrikkingen het nazisme met zich meebracht, met name gedurende de Kristallnacht, groeide hun wantrouwen en ontstond het plan Hitlers regime omver te werpen.
Velen van de samenzweerders waren jurist zoals Fritz-Dietlof von der Schulenburg en verafschuwden de wetteloosheid in Nazi-Duitsland. Daarnaast was een vrij groot aantal van hen christelijk gezind en achtten ze de wanpraktijken van het regime niet te verenigen met hun ethische principes. Bovendien was menig verzetslid van Pruisische adellijke afkomst en voelde zich conform het noblesse oblige principe, verantwoordelijk voor het lot van Duitsland en het Duitse volk, en wel tegen elke prijs. Al deze motieven speelden een rol bij het besluit over te gaan tot een aanslag op Adolf Hitler.
Aanvankelijk leek de machtsovername door Hitler voor vele Duitsers een droom die uitkwam. Daar de grote economische problemen niet door de voorgaande regering opgelost konden worden, verloor het volk het vertrouwen in die regering, zo ook de latere samenzweerders. Hitler slaagde er in de werkloosheid terug te dringen en kreeg zo het vertrouwen van het volk. Tevens verbeterde Hitler de kwaliteit van het leger. Een deel van de bevolking steunde hem echter al in 1938 niet, bijvoorbeeld vanwege zijn radicale ideeën en anti-Joodse campagnes.
Ook diverse officieren, inclusief Von Stauffenberg, waren het oneens met deze opvattingen van Hitler. Hij was tevens een groot tegenstander van de door Hitler begonnen oorlog omdat hij dacht dat die Duitsland ten gronde zou richten.
Toen hij hoorde van de SS-moordpartijen op Oekraïense Joden besloot Von Stauffenberg zich tegen Hitler te keren. Het leger bleef hij tot zijn dood trouw.  Hij werkte zich in het leger op naar een steeds hogere rang. Uiteindelijk maakte hij deel uit van een groep vertrouwelingen van Hitler en kon hij, samen met andere officieren, zoals  Fritz-Dietlof von der Schulenburg, een aanslag en staatsgreep gaan voorbereiden.

## De voorbereiding

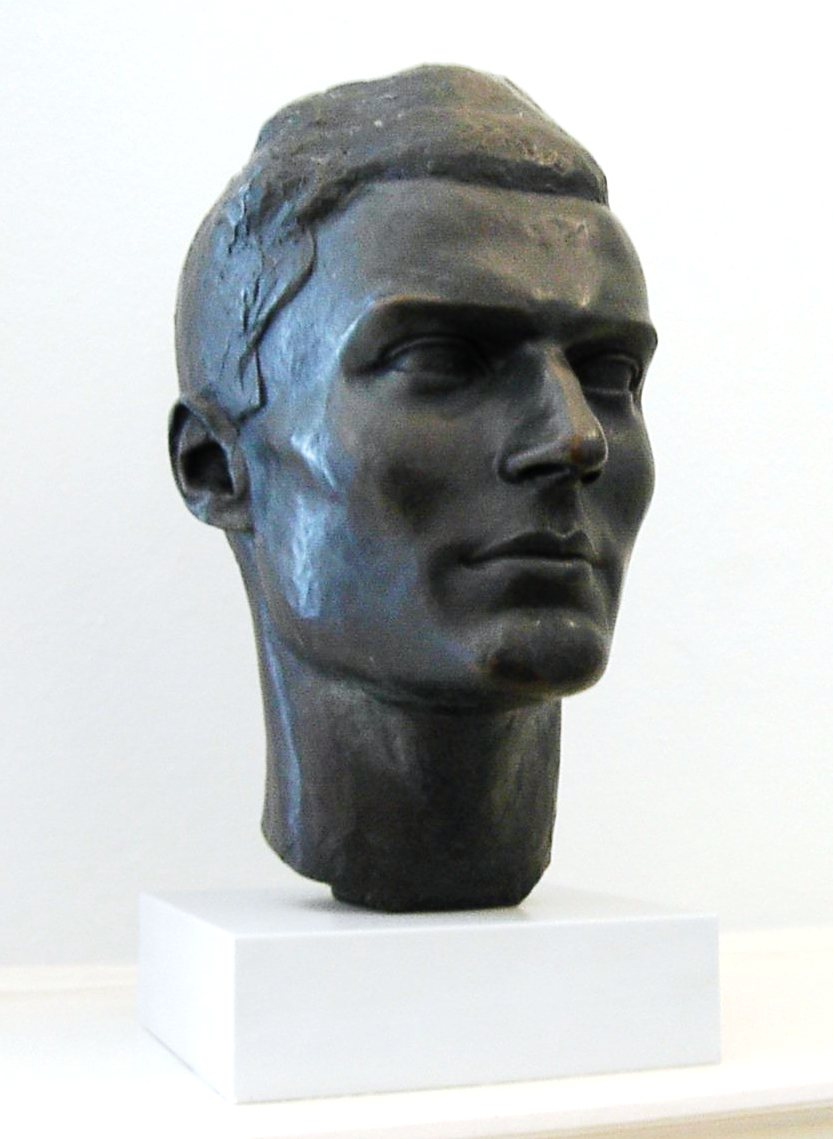
Buste van de man achter de aanslag, Claus von Stauffenberg.

De leden van de  bredere groep van het Duitse verzet die behalve uit militairen ook uit andere geledingen bestond, de Kreisauer Kreis, zetten aanvankelijk grote vraagtekens bij een eventuele politieke moord op Adolf Hitler en zijn naasten. Gesteld voor het rechtsfilosofisch dilemma van de tirannicide betwijfelden ze of een aanslag wel te rechtvaardigen viel. Als tegenstanders van moord en terreur hadden ze grote moeite om zelf geweld toe te passen. Enkele verzetsleden dachten aan de mogelijkheid om Hitler te arresteren en te berechten, maar dit was gezien de omstandigheden niet realiseerbaar. Bovendien beschikte Hitler over een trouwe achterban, zodat een arrestatie tot een grote opstand zou leiden.
Als men voor geweld tegen Hitler koos, kreeg men te maken met enkele serieuze problemen. Het zou niet gemakkelijk zijn om met Hitler de gehele top van de NSDAP te vermoorden. Daarnaast zouden de SS en andere staatsorganisaties in stand blijven. Tevens was een aanzienlijk aantal Duitse soldaten verregaand beïnvloed door het nationaalsocialisme. Een staatsgreep bracht het risico van een burgeroorlog met zich mee met een strijd tussen de SS en de Wehrmacht of een tweestrijd binnen de Wehrmacht. Een geslaagde staatsgreep moest op de een of andere manier in ieder geval de SS neutraliseren. Een andere mogelijkheid was dat de verzetsgroep contact zocht met de geallieerden om te onderhandelen over een oplossing, maar in het verleden waren dit soort pogingen op niets uitgelopen. Daarbij kwam dat Duitsland aan het front steeds verder werd teruggedrongen en de geallieerden alleen met een capitulatie van Duitsland genoegen zouden nemen. Daarnaast hadden ze in 1943 een overeenkomst met Stalin gesloten, waarop ze niet zomaar konden terugkomen. Deze vragen verlamden de samenzweerders waarna er onderlinge tegenstellingen ontstonden.

### Von Stauffenberg sluit zich aan
In de zomer van 1943 sloot Von Stauffenberg zich actief bij het verzet aan. Hij was net uit het ziekenhuis ontslagen, genezen van ernstige verwondingen die hij aan het front in Noord-Afrika had opgelopen. Al sinds 1941 was hij bevriend met Von Tresckow, een van de leden van de samenzweerdersgroep. Tijdens Fall Weiss en Operatie Barbarossa was hij getuige geweest van de massamoord op Polen, joden, Russen en andere door de nazi's minderwaardig geachte bevolkingsgroepen. Hij vond dat de massamoorden en zinloze opoffering van soldatenlevens aan het oostfront afgelopen moesten zijn.
De komst van graaf Von Stauffenberg gaf de samenzweerders een stimulans en inspiratie. Het verzet werd weer een actieve en dynamische organisatie. De oorspronkelijke onderlinge meningsverschillen waren plotseling verdwenen. Er werd een gezamenlijke koers uitgezet. Zo werden er concrete plannen gemaakt om de macht in Duitsland over te nemen. Er werd een tijdelijke regering samengesteld. Deze zou er als volgt uitzien: Ludwig Beck werd het nieuwe staatshoofd, Carl Friedrich Goerdeler kreeg de baan als Rijkskanselier en Julius Leber werd vicekanselier. Wilhelm Leuschner zou Rijkspresident worden, en graaf Ulrich Wilhelm Schwerin von Schwanenfeld de staatssecretaris. De posten van minister van Buitenlandse Zaken, Binnenlandse Zaken, Justitie, Financiën en Oorlog zouden respectievelijk voor Ulrich von Hassell of Friedrich-Werner Graf von der Schulenburg, Fritz-Dietlof von der Schulenburg, Josef Wirmer, Johannes Popitz en Friedrich Olbricht zijn. Erwin von Witzleben zou de nieuwe opperbevelhebber van de Wehrmacht worden, Henning von Tresckow zou hoofd van de politie worden, en Graf von Stauffenberg nam genoegen met de functie van staatssecretaris van Oorlog.
Graf von Stauffenberg zag geen heil in juridische of geweldloze methodes om Adolf Hitler uit te schakelen. hij zag maar één oplossing en dat was, hoewel dit tegen zijn militaire eed inging, Hitler vermoorden door middel van een aanslag. Er waren echter verschillende praktische problemen. Het was niet eenvoudig van tevoren te bepalen waar Hitler zich precies bevond bij vergaderingen of toespraken. Hitler hield zich nooit aan vaste schema's, droeg beschermende kleding en liet zich altijd vergezellen door enkele gewapende lijfwachten. Tevens had Hitler zijn auto en privé-vliegtuig extra laten bepantseren. Daarnaast verscheen Hitler nog maar amper in het openbaar, kwam nog maar weinig in Berlijn en in zijn woning in Berchtesgaden.

### Juiste plek en tijdstip
Het was dus een lastige zaak voor de samenzweerders om een goede plek met het juiste tijdstip te vinden. Toen alle mogelijkheden op een rij waren gezet, kwamen ze tot de conclusie dat de aanslag in het hoofdkwartier van Hitler moest plaatsvinden. Dit was gevestigd in het zomerhuis van de dictator te Berchtesgaden, het Berghof en vanaf 14 juli 1944 in de Wolfsschanze, tussen de bossen nabij de stad Rastenburg in Oost-Pruisen. Dit hoofdkwartier was omringd door allerlei moerassen en meren. Het zou dus een hele klus zijn om daar te komen, laat staan om het hoofdkwartier binnen te komen. Er moest dus iemand gevonden worden die de mogelijkheid had om dicht bij Hitler in de buurt te komen.
Von Stauffenberg verklaarde zich bereid de aanslag op zich te nemen, alhoewel hij als Oberstleutnant en zijn baan als chef-staf van het 'Allgemeine Heeresamt' niet in een gunstiger positie verkeerde dan de meeste andere officieren. Zijn mede-samenzweerders protesteerden, omdat Von Stauffenberg ernstig verminkt was door het gemis van een oog, een hand en twee vingers van de andere hand. Bovendien was hij een van de grote leiders van de samenzwering. Daarbij kwam ook nog dat hij de leiding zou hebben over de staatsgreep, omdat de eigenlijke leider Von Tresckow niet weg kon van het oostfront.
Op 1 april in 1944 werd Von Stauffenberg bevorderd tot kolonel, en op 20 juni in datzelfde jaar kreeg hij de functie van chef van de generale staf van het Ersatzheer. Doordat von Stauffenberg was bevorderd tot deze hoge functie, verkeerde hij in de positie om in de nabijheid van Hitler te komen. Von Stauffenberg vond dat deze mogelijkheid moest worden benut. De tijd voor de aanslag begon te dringen. Begin juni waren de geallieerden geland in Normandië en Von Stauffenberg had nu toegang tot Hitler. Daarmee was het definitief duidelijk geworden dat Von Stauffenberg de aanslag zou gaan plegen.
Julius Leber, de geplande vice-kanselier, werd op 5 juli 1944 gearresteerd, kort na een ontmoeting met andere samenzweerders. Een groot deel van de samenzweerders was het niet met Von Stauffenberg eens, maar stemden toch in, aangezien er geen goed alternatief was. Ze waren wel van mening dat hij, zodra de aanslag was gepleegd, naar Berlijn moest vliegen om daar de staatsgreep te leiden.
Ondanks de risico's vonden de samenzweerders dat er een aanslag moest worden uitgevoerd en er een staatsgreep moest plaatsvinden, ook als de aanslag niet gelukt was.

### Mislukte pogingen
Op 3 juli had Von Stauffenberg een ontmoeting met generaal-majoor Hellmuth Stieff, een mede-samenzweerder. Ze ontmoetten elkaar in Berchtesgaden. Stieff overhandigde hem twee bommen voor de aanslag. Stieff kon zelf vanwege zijn functie ook dicht bij de Führer komen en had in het verleden al eens aangeboden een aanslag te plegen, maar achteraf weigerde hij. Hij had na het lange wachten de moed opgegeven en wilde nu niet weer zulke risico’s nemen. De eerste kans deed zich voor op 11 juli. Von Stauffenberg moest naar Berchtesgaden komen om een verslag uit te brengen van het Ersatzheer. Von Stauffenberg had een bom meegenomen in zijn tas en er stonden een auto en een vliegtuig klaar om hem direct na de aanslag naar Berlijn te brengen. De samenzweerders waren het er echter over eens geworden dat niet alleen Adolf Hitler, maar ook Heinrich Himmler, hoofd van de SS, en het liefst ook Hermann Göring moesten worden gedood. Himmler was niet aanwezig op de bespreking en daardoor keerde Von Stauffenberg terug naar Berlijn, mét de bom. Drie dagen daarna verplaatste Hitler zijn hoofdkwartier van Berchtesgaden naar de Wolfsschanze, in een bos in de buurt van Rastenburg. Op 15 juli deed zich de tweede kans voor. Von Stauffenberg vloog naar de Wolfsschanze. Himmler was echter opnieuw afwezig. Dit gaf Von Stauffenberg met een speciale code door aan de samenzweerders in Berlijn. Ze besloten de aanslag nogmaals af te blazen. Echter, het waren Olbricht en Albrecht Ritter Mertz von Quirnheim die Von Stauffenberg ervan overtuigden de aanslag alsnog te plegen en alleen Hitler te vermoorden. Von Stauffenberg keerde na een korte afwezigheid terug in de kamer waar Hitler zich bevond. Hij zag dat Stieff zijn aktetas uit voorzichtigheid al had weggehaald. Von Stauffenberg belde direct Olbricht op. Deze had echter al de eerste order voor operatie Walküre gegeven, de start van de staatsgreep. Olbricht nam op zijn beurt weer contact op met Von Quirnheim. Deze kon de operatie nog net afblazen en doen als een test voor het echte werk. Op 20 juli zou von Stauffenberg weer een bijeenkomst met Hitler hebben. De samenzweerders besloten dat het op die dag móést gebeuren, of Himmler en Göring er nu bij waren of niet. Die dag zou Von Stauffenberg moeten toeslaan.

## De aanslag

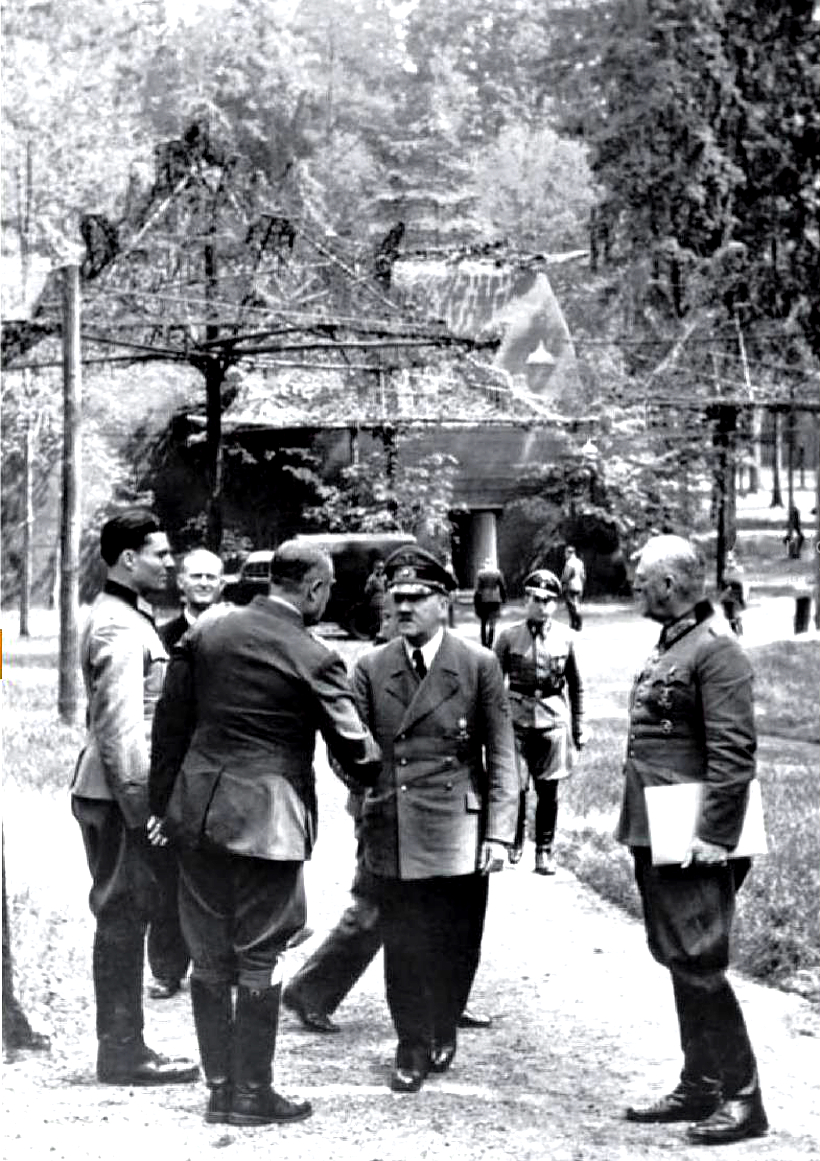
Stauffenberg (links) op de Wolfsschanze (15 juli 1944)

Op 20 juli zou de aanslag plaatsvinden. Om 12.30 uur zou in de Wolfsschanze een vergadering plaatsvinden en dat zou de plaats van de aanslag zijn.
Een kwartier voor de vergadering had Von Stauffenberg even vrijaf gekregen om zich te gaan opfrissen. Een officier bracht hem naar de toiletten. Op weg naar de toiletten kreeg von Stauffenberg gezelschap van zijn adjudant, Werner von Haeften. Von Haeften had een aktetas bij zich, waarin twee bommen waren verborgen. Bij het toilet aangekomen nam Von Stauffenberg de aktetas mee naar binnen en trok een schoon overhemd aan. Tegelijkertijd activeerde hij echter de bommen die in de aktetas zaten. 
De bommen moesten met een speciaal tangetje worden geactiveerd. Met het tangetje werd een glazen buisje gebroken dat zuur bevatte. Het zuur zou zich door een draad heen vreten om een soort hamertje tegen een ontsteker te laten slaan. De geschatte tijd dat dit proces besloeg lag rond de tien minuten. Dit was echter een zeer ruwe schatting, want de snelheid waarmee het zuur zich door de draad heen vrat was afhankelijk van verschillende factoren.
Net op het moment dat Von Stauffenberg de tweede bom wilde activeren kwam een Oberfeldwebel hem halen aangezien de vergadering op het punt van beginnen stond. Von Stauffenberg kon zijn werk niet volbrengen en Von Haeften nam de tweede, niet geactiveerde, bom weer mee. Met één geactiveerde bom in zijn tas, liep de graaf naar buiten om 12.30 uur. Een officier die ze tegen het lijf liepen bood Von Stauffenberg aan om de tas te dragen, maar deze weigerde dat. Dat was niet verdacht, omdat iedereen wist en het ook respecteerde dat Von Stauffenberg zich niet graag liet helpen.
Von Stauffenberg hoopte dat ze naar de bezoekersbunker gingen omdat daar de muren van dik beton waren wat de explosieve kracht van de bom zou vergroten  en daarmee de kans op succes. De vergaderingen werden echter sinds 15 juli in de aangrenzende kaartenkamer gehouden, een houten barak, ongeveer twaalf bij vijf meter met drie grote ramen waardoor de explosie een minder effectieve uitwerking zou hebben. Eenmaal binnengekomen verzocht Von Stauffenberg om zo dicht mogelijk bij Hitler te mogen staan. Als reden gaf hij op dat zijn gehoor minder goed was. Dit was aangetast door zijn oorlogsverwonding.
Op de vergadering waren Himmler en Göring niet aanwezig. Generaal-luitenant Adolf Heusinger bracht verslag uit over de situatie aan het oostfront. De meeste aanwezigen stonden over een grote, massieve, eikenhouten kaartentafel gebogen. Von Stauffenberg zette zijn aktetas op de grond en duwde hem met zijn laars wat verder onder de tafel. Wilhelm Keitel stelde voor dat Von Stauffenberg verslag zou uitbrengen over de status van het Ersatzheer, zodra Heusinger klaar was. Hitler vond dit een goed idee. Het was inmiddels al 12.37 uur en Von Stauffenberg had nog maar een paar minuten om weg te komen. Hij verliet de ruimte met het excuus dat hij dringend met Berlijn moest bellen. Von Stauffenberg passeerde de ruimte van de telefonist, liep de gang door, passeerde buiten de binnenste controlepost en stak een grasveld over naar Erich Fellgiebel die hem opwachtte.
Daar aangekomen, hoorden Von Stauffenberg en Fellgiebel om 12.42 uur een oorverdovende explosie. Ze deden alsof ze schrokken en zagen rook opstijgen van uit de Wolfsschanze. Von Haeften haalde Von Stauffenberg op en ze vertrokken direct. Ze moesten Rastenburg zo snel mogelijk verlaten voordat het hele gebied werd afgegrendeld. Anders zou de staatsgreep zonder von Stauffenberg moeten plaatsvinden of, in het ergste geval, niet kunnen doorgaan. De auto reed op 50 meter langs de barak. Veiligheidsmensen renden heen en weer. Er werden personen naar buiten gedragen, maar Von Stauffenberg kon niet zien of ze nog leefden. De houten barak zelf leek totaal verwoest en dus geloofde von Stauffenberg er heilig in dat niemand de explosie had overleefd.

## De staatsgreep

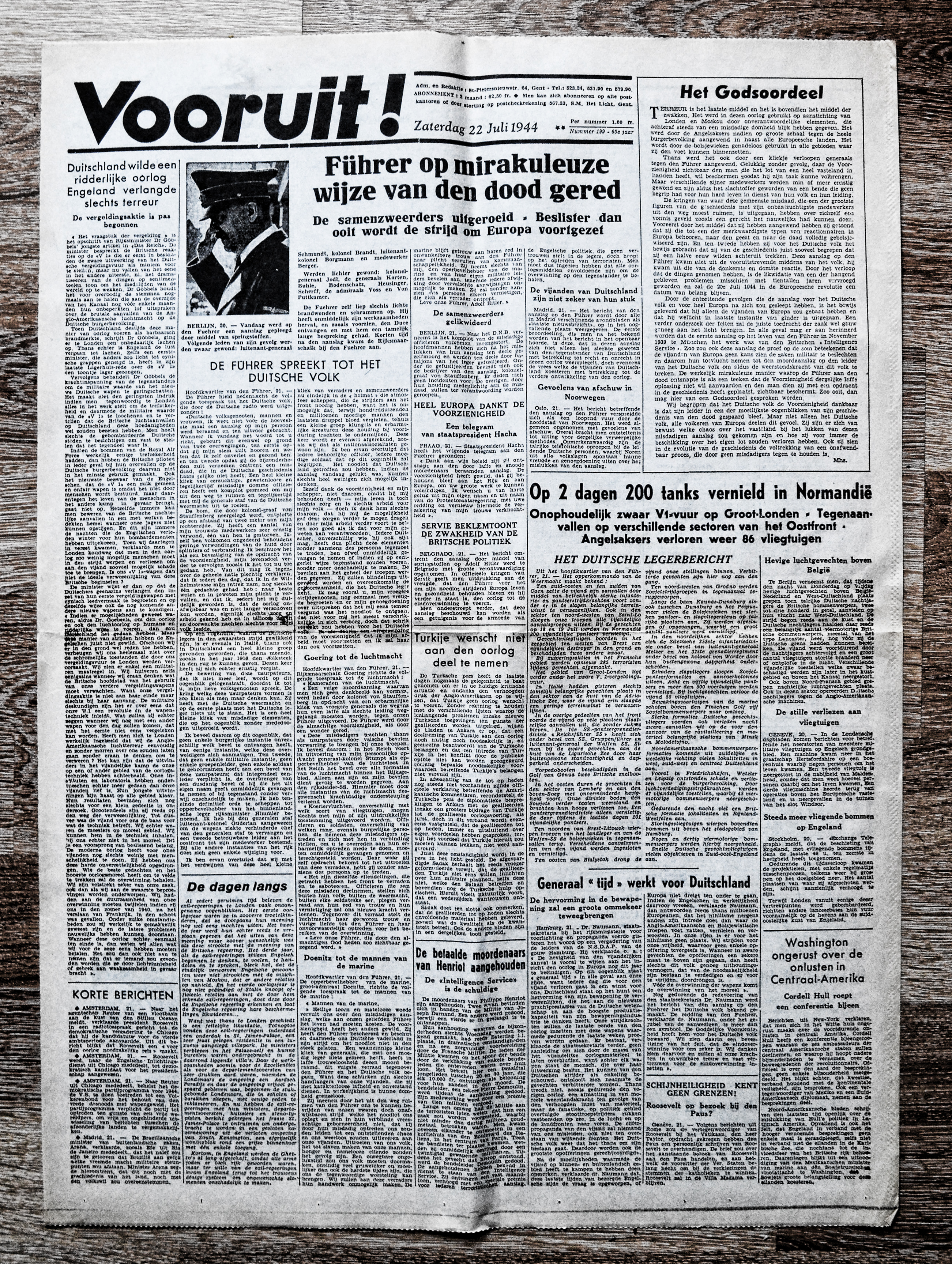
Voorpagina Vlaams socialistisch dagblad Vooruit, 22 juli 1944.

De eerste twee controleposten kon Von Stauffenberg moeiteloos passeren. Bij de derde werd de wagen echter staande gehouden door een Oberfeldwebel. Er was groot alarm geslagen; niemand mocht het terrein verlaten. Graf von Stauffenberg stapte uit, greep de telefoon uit het wachthuisje en belde de adjudant van de commandant van Rastenburg. Toevallig kende deze Von Stauffenberg van de lunch eerder die dag. Hij gaf Von Stauffenberg toestemming te passeren. De Oberfeldwebel wilde de orders zelf ook horen en deed vervolgens de slagboom omhoog. De auto reed met spoed naar het vliegveld. Onderweg demonteerde Von Haeften de tweede, ongebruikte bom en gooide hij de onderdelen uit de auto. Omstreeks 13.15 uur steeg de Heinkel He 111 met Von Stauffenberg en Von Haeften op, terug naar Berlijn. Graf von Stauffenberg had geen officiële bevestiging van Hitlers dood, maar twijfelde hier geen moment aan. De Führer kon de explosie nooit hebben overleefd. De staatsgreep was begonnen.
Wat von Stauffenberg niet wist was dat een officier, Heinz Brandt, nota bene een sympathisant van het verzet, zich gestoten had aan de tas. Hij had deze daardoor iets verder naar achter gezet. De tas stond nu achter een van de dikke tafelpoten. Deze tafelpoot heeft Adolf Hitler grotendeels beschermd tegen de kracht van de explosie. Oberst Brandt, Günther Korten (Generaal 'der Flieger'), Heinrich Berger (stenograaf) en Rudolf Schmund (Generaal-luitenant) overleden allen later aan hun verwondingen. Negen anderen werden zwaargewond in het ziekenhuis opgenomen en de rest raakte lichtgewond. Hitlers haar was geschroeid, zijn rechterarm was tijdelijk verlamd, zijn rechterbeen was lelijk verbrand, zijn trommelvliezen waren gescheurd en hij was totaal versuft. De trillingen waaraan hij leed, een symptoom van zijn zenuwaandoening, werden nog ernstiger. Verder had hij enkele brandwonden en een gescheurde broek. Zijn eerste reactie was woede, omdat zijn nieuwe broek vernield was. Zijn tweede reactie was de SD bevel te geven alle verbindingen met de buitenwereld te verbreken; niemand mocht weten wat er gebeurd was. 
Vlak nadat Von Stauffenberg vertrokken was, liep Fellgiebel naar de kaartenbarak. Hij stond stomverbaasd toen hij Hitler, ondersteund door Keitel, naar buiten zag komen. Fellgiebel wist dat Von Stauffenberg ervan overtuigd was dat Hitler dood was en belde snel naar Berlijn om te melden dat de aanslag was mislukt. Hij zei het volgende: "Er is iets vreselijks gebeurd: de Führer leeft!" Deze vage melding verschafte in Berlijn geen duidelijkheid. Fellgiebel kwam na het telefoontje tot de ontdekking dat de hele verbindingsdienst al onder bevel van de SS stond. Stieff, die bij hem was, was van mening dat een staatsgreep geen optie meer was en dat de samenzweerders zichzelf maar moesten proberen te redden.
Ondertussen had Hitler zijn rechterhand Himmler laten komen en hem belast met het onderzoek naar de explosie. Diens hoofdkwartier was vlakbij, dus was Himmler snel ter plaatse en kon het onderzoek al snel beginnen. Na een korte tijd was al duidelijk geworden dat de bom niet was afgeworpen door een bommenwerper, zoals aanvankelijk even werd gedacht, maar dat Von Stauffenberg erachter zat, de man die overhaast was vertrokken. Hitler liet intussen het bezoek van de Italiaanse dictator Mussolini gewoon doorgaan.

### Groeiende onzekerheid
In de loop van de morgen ging de jurist Hans Bernd Gisevius, ook een samenzweerder, naar het kantoor van Wolf-Heinrich Graaf von Helldorf. Zij konden de onzekerheid niet langer verdragen en belden SS-Brigadeführer Arthur Nebe, een sympathisant van de samenzweerders, op. Hij was te weten gekomen dat er een explosie in de Wolfsschanze had plaatsgevonden en dat Himmler een onderzoek had laten instellen. Hij sprak met Gisevius af elkaar ergens te treffen om ongestoord te kunnen praten. Ze vergisten zich echter in de plaats van samenkomst en zaten zodoende elk op een andere plaats op elkaar te wachten.
Op het Ministerie van Oorlog verstreek de middag zonder bericht uit de Wolfsschanze. Graf von Stauffenberg zou pas laat in de middag arriveren en er was nog steeds geen telefoontje geweest van Fellgiebel. De enige persoon in Berlijn die wist van de explosie was Joseph Goebbels. Hij was de enige hoge nazi in Berlijn en hoorde rond 13.00 uur van de explosie, maar ook hij wist niet of Hitler het had overleefd.
Pas om 15.30 uur waren de verbindingen voor een klein deel hersteld. Generaal-Luitenant Fritz Thiele, hoofd van Olbrichts verbindingsdienst, kreeg een vaag verhaal te horen vanuit Rastenburg. Uit het verhaal bleek dat er een aanslag op Hitler was gepleegd. In het bericht werd niet gezegd of Hitler de aanslag had overleefd. Thiele spoedde zich naar Olbricht. Olbricht stond voor een zeer zware beslissing: Von Stauffenberg werd pas rond kwart voor vijf op vliegveld Rangsdorf terug verwacht. Olbricht kon weliswaar geen zekerheid geven, maar het zou voor de staatsgreep noodlottig zijn als die zou worden uitgesteld. De strijdkrachten die Hitler steunden mochten geen gelegenheid krijgen tegenmaatregelen te nemen. Olbricht had, vanwege de afwezigheid van Von Stauffenberg en Von Tresckow, alleen generaal Erich Hoepner en kolonel Albrecht von Quirnheim om hem advies te geven, maar de eerste was besluiteloos en zenuwachtig. Maar Von Quirnheim drong aan op het doorgeven van de orders.
Om kwart voor vier kwam Olbricht tot de conclusie dat er een besluit moest worden genomen. Zonder met zijn compagnon Fromm te overleggen, besloot hij de orders voor operatie Walküre te geven. Vijf minuten later gingen de orders naar alle onderdelen van het Ersatzheer.
Veel eerder dan verwacht, namelijk om vier uur, landde Von Stauffenberg samen met Von Haeften op het vliegveld te Rangsdorf. De vervroegde landing had als reden dat een vergadering eerder plaatsvond dan was gepland. Er stond geen auto paraat zoals afgesproken en ongerust belde Von Stauffenberg het ministerie op. Hij hoorde dat de orders voor operatie Walküre pas net waren gegeven. Hij zei geschrokken: "Maar Hitler is dood!" Met een snel geregelde auto reed hij zo snel mogelijk naar het Ministerie van Oorlog in de Bendlerstraße.
Nadat Olbricht de stem van Von Stauffenberg had gehoord, had hij de moed gekregen om Friedrich Fromm met de situatie te confronteren. Olbricht vroeg toestemming van Fromm om de orders voor operatie Walküre uit te laten gaan naar alle onderdelen van het Ersatzheer, hoewel dat al gebeurd was zonder medeweten van Fromm. Fromm wilde echter eerst een bevestiging van Hitlers dood hebben. Keitel werd opgebeld en deze zei dat Hitler de aanslag had overleefd. Fromm zei tegen Olbricht dat het geven van de orders voor operatie Walküre totaal zinloos was. Olbricht begreep er niets van en nam aan dat Keitel over de situatie had gelogen. De staatsgreep moest hoe dan ook doorgaan. Von Witzleben en Ludwig Beck, die ieder ogenblik konden arriveren, moesten Fromm maar voor hun rekening nemen.
Beck arriveerde al snel en vlak daarna kwam Von Stauffenberg met Von Haeften binnen. Von Witzleben was nog niet gearriveerd. Ook waren inmiddels al enkele andere officieren aangekomen, waaronder Gisevius en Graf von Helldorf. De spanning nam toe en men ging langzamerhand het plan uitwerken. Zo belde Von Stauffenberg met zijn neef in Parijs, Caesar von Hofacker, die Karl-Heinrich von Stülpnagel mededeelde dat Hitler dood was en hij stappen kon ondernemen tegen de SS en de Gestapo.
Beck twijfelde aan de bewering die Wilhelm Keitel deed. Hij had vage vermoedens dat hij weleens gelijk zou hebben. Echter zei Von Stauffenberg dat het onmogelijk was om het te overleven. Hij zei het volgende: "Het was alsof een 15cm-granaat ingeslagen was. Het is onmogelijk dat er iemand levend uit gekomen is."
Graf von Stauffenberg had echter geen verklaring voor het feit dat Keitel nog in leven was. Er werd besloten om te handelen alsof Adolf Hitler verleden tijd was. Er moest wel nog het een en ander gebeuren. Gisevius vond het een slechte zaak dat de radiostations nog steeds niet bezet waren. Bovendien was hij geen voorstander van het feit dat Fromm zou worden doodgeschoten als hij hen niet zou steunen. Von Stauffenberg wilde niets van zijn mening weten en om vijf uur gingen alle samenzweerders naar Fromm. Deze was woedend toen hij hoorde dat von Stauffenberg de aanslag had gepleegd. Hij zei dat Von Stauffenberg het beste zelfmoord kon plegen. Toen deze weigerde, zei Fromm dat hij alle samenzweerders zou laten arresteren. Olbricht besloot dat Fromm moest worden opgesloten op het kantoor. Het opperbevel over het Ersatzheer ging naar hun compagnon Hoepner.

### Himmler wil Von Stauffenberg arresteren
In Rastenburg, nabij de Wolfsschanze, waren enkele hoge nazi’s hun steun komen betuigen aan Hitler. Zo waren Himmler, Hermann Göring, Dönitz en Von Ribbentrop naar Rastenburg gevlogen. Joseph Goebbels was in Berlijn achtergebleven om nog enkele belangrijke zaken te regelen.
Ondertussen had Heinrich Himmler het bevel gegeven om Von Stauffenberg op het vliegveld Rangsdorf te arresteren. Hij was van mening dat de aanslag het werk was geweest van een enkele krankzinnige officier. De auto die met de arrestatie belast was, passeerde de auto van Von Stauffenberg, die op weg was naar de Bendlerstraße (het Ministerie van Oorlog). Ook was er na enig onderzoek duidelijk geworden dat de Walküre-orders waren uitgegaan, waardoor duidelijk was geworden dat de aanslag niet het werk was van één persoon. De nazi-top dacht dat Fromm, als opperbevelhebber van het Ersatzheer, waarschijnlijk betrokken was bij de staatsgreep. Daarom werd Himmler door Hitler benoemd tot de nieuwe opperbevelhebber van het Ersatzheer. Himmler vertrok direct naar Berlijn.
Rond half zes begonnen er telefoontjes binnen te komen op het Ministerie van Oorlog. Ze kwamen uit alle hoeken van het Derde Rijk. Von Stauffenberg, Olbricht en Beck konden de hoeveelheid telefoontjes bijna niet beantwoorden. Von Stülpnagel was gearriveerd en Beck had een gesprek met hem. Deze verzekerde hem dat de samenzweerders op zijn steun konden rekenen. Enkele minuten na het gesprek arriveerde Piffräder met twee SS’ers op het Ministerie van Oorlog. Het had hem geen moeite gekost binnen te komen. Hij meldde dat hij Von Stauffenberg wilde spreken. Graf von Stauffenberg wist wat hij van plan was en ze namen Piffräder gevangen.

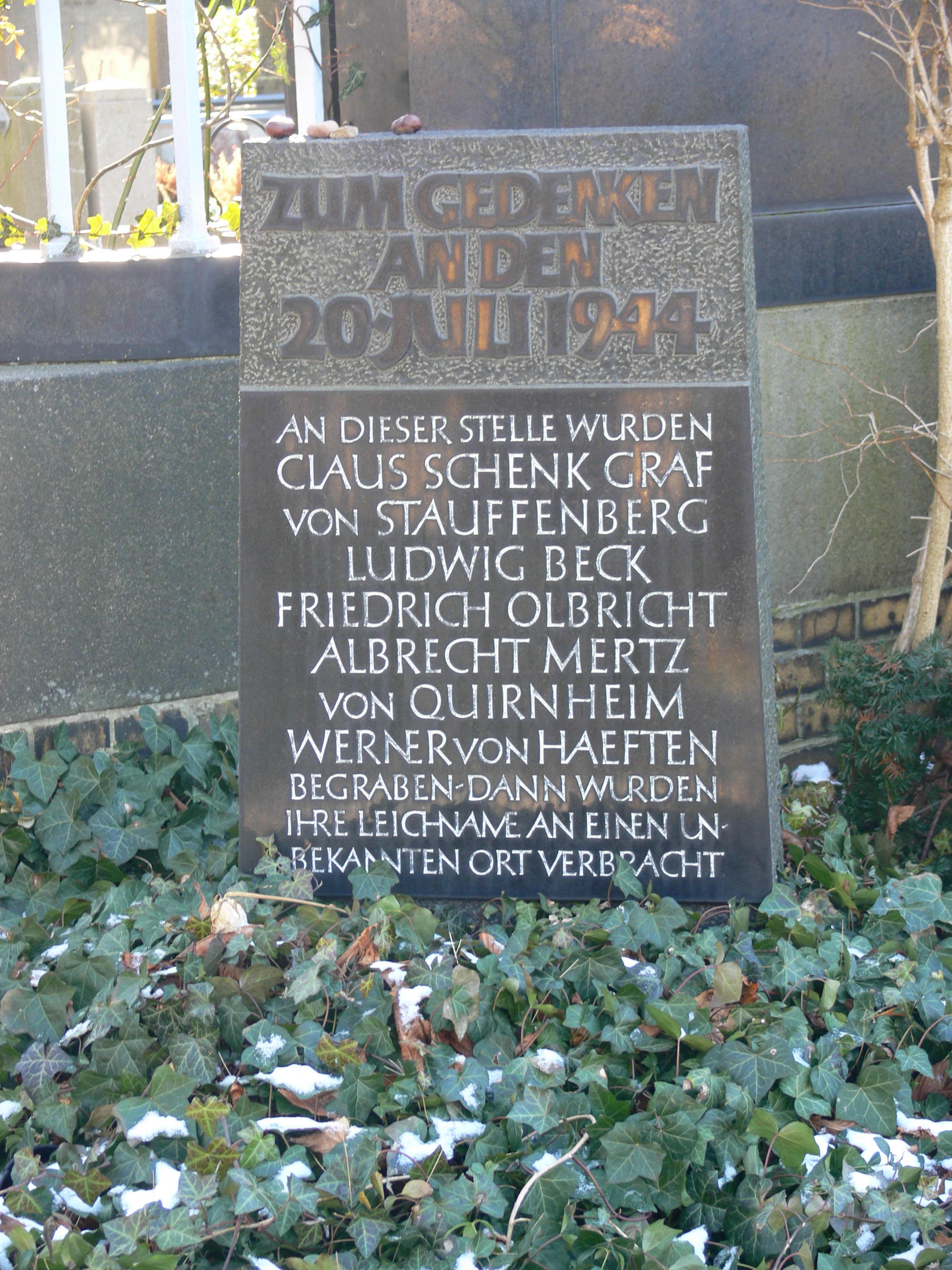
Gedenksteen met de namen van de aanslagplegers

Ondertussen werd Gisevius ongeruster, doordat de eenheden die het regeringscentrum moesten afsluiten nog steeds niet waren gearriveerd. Ook waren de radiostations nog niet bezet en de hoge nazi’s in Berlijn nog niet gevangengenomen of vermoord. Pas tegen zessen kwamen de “Walküre-eenheden” op de Bendlerstraße aan. Deze ‘eenheden’ bestonden onder andere, naast eenheden van verschillende scholen, uit het Wachbataillon Großdeutschland onder leiding van Majoor Otto Ernst Remer. Remers commandant was Paul von Hase, de stadscommandant van Berlijn en mede-samenzweerder. Remer was echter een fanatieke nazi. Troepen waren er genoeg, maar niemand kreeg opdracht de radiostations te bezetten. De hele bezetting van Berlijn werd slecht en ongecoördineerd uitgevoerd. Mede-samenzweerder Von Helldorf, commandant van de politie, deed samen met zijn politie-eenheden ondertussen niets. De samenzweerders hadden besloten dat de staatsgreep een leger-aangelegenheid moest zijn. Graf von Stauffenberg en Olbricht hadden het veel te druk met andere zaken. Ze konden zich dus niet op de zaken concentreren die, buiten hun weten om, helemaal verkeerd gingen.
Door de slechte coördinatie kreeg de fanatieke nazi Remer de opdracht om topnazi Goebbels te arresteren. Hitler had rond vijf uur naar Goebbels gebeld en hem gemeld dat er in Berlijn een staatsgreep zou worden gepleegd. Ook gaf hij hem opdracht een radiobericht te maken om een einde te maken aan de geruchten dat Hitler dood zou zijn. Goebbels deed dit samen met Albert Speer, die hem vertelde dat in de straat waar hij woonde troepen bij elkaar waren gekomen. Intussen kwam luitenant Hans Hagen binnen. Deze was ook een van de samenzweerders. Hij stelde Goebbels voor om Remer te vervangen. Aangezien Remer trouw aan Hitler was, moest hij uit zijn functie worden ontheven. Na lang discussiëren stemde Goebbels toe en Hagen ging Remer zoeken. Von Hase, die bij nader inzien Remer toch niet vertrouwde, had het bevel dat hij Goebbels moest arresteren herroepen. Hagen had Remer gevonden en hem ervan overtuigd Von Hases bevelen te negeren en met Goebbels te gaan praten.

### Tegenstrijdige informatie
Om 18.45 uur werd het bericht dat Goebbels en Speer hadden opgesteld eindelijk verzonden. Het bericht, waarin stond dat Hitler nog leefde en slechts lichte verwondingen had, werd over heel Europa verspreid. Toen Günther von Kluge, die de staatsgreep nog niet steunde, via de telefoon door Beck werd overgehaald, kwam het bericht op de radio. Beck bekende dat de situatie in Rastenburg onzeker was, maar dat ze bijna zeker wisten dat Hitler het niet had overleefd. Von Kluge, die geen risico wilde nemen, gaf te kennen dat hij de situatie eerst met zijn officieren wilde bespreken. Beck kende Von Kluge echter goed genoeg om te weten, dat hij voor de zaak van het verzet verloren was.
In de Bendlerstraße had men het radiobericht ook gehoord. Daardoor groeide hun ongerustheid en naar alle instanties waarmee ze in contact stonden, werd het volgende bericht verzonden: “Het door de radio uitgegeven communiqué is onjuist. De Führer is dood. De maatregelen die bevolen zijn, moeten zo snel mogelijk worden uitgevoerd." De telefoons in de Bendlerstraße bleven nu onophoudelijk gaan en hielden Beck, Olbricht en Von Stauffenberg voortdurend bezig. De samenzweerders moesten te veel dingen uitleggen. Het was duidelijk dat, wat er ook met Hitler gebeurd was, de nazi's de leiding nog stevig in handen hadden.
Om half acht arriveerde Von Witzleben eindelijk op het Ministerie van Oorlog. Hij was erg slecht gehumeurd. Iedereen ging staan, maar Von Witzleben sprak alleen maar met Beck, die als enige als nieuw staatshoofd hoger in rang was. De beschermingseenheden begonnen uit de straten te verdwijnen toen duidelijk werd dat Hitler de aanslag had overleefd.
Ondertussen was Remer bij Goebbels gearriveerd. Goebbels vroeg hem of hij nog trouw was aan Hitler. Remer antwoordde zonder te aarzelen bevestigend. Nadat Remer zijn woord had gegeven liet Goebbels hem bellen met Hitler. Hitler stelde Remer direct onder zijn bevel en promoveerde Remer tot Oberst. In afwachting van de komst van Himmler, lag de veiligheid van Berlijn tot die tijd in de handen van Remer. Deze haastte zich weg om een aanval voor te bereiden met enkele eenheden.
Von Kluge was ondertussen bezorgd over wat hij zich op de hals had gehaald. De ‘gevaarlijke’ telefoontjes met de samenzweerders zaten hem dwars. Von Stülpnagel was samen met onder andere Von Hofacker onderweg naar Von Kluge om hem over te halen de maatregelen die in Parijs zonder zijn medeweten genomen waren, te bekrachtigen. Von Hofacker vertelde over het belang van de actie in Frankrijk en de macht van Von Kluge. Von Kluge zei: “Heren, de zaak is misgegaan”. Ook Von Stülpnagel wist nu dat Von Kluge voor de zaak van het verzet verloren was gegaan. Pas na het gesprek werd Von Kluge op de hoogte gesteld van het feit dat Von Stülpnagel op eigen initiatief de SS- en Gestapo-officieren had laten arresteren. Von Kluge was woedend en eiste de mannen vrij te laten. Nadat hij weer kalm was geworden deelde hij mee dat Von Stülpnagel vanaf nu was geschorst en dat hij maar beter weg kon gaan.

### Het einde
In de Bendlerstraße was men intussen wanhopig geworden. Ondertussen was ook nog eens duidelijk geworden dat Hitler het volk de volgende dag zou toespreken. Daarnaast was duidelijk geworden dat de beschermingstroepen weg waren en dat ze zichzelf moesten gaan verdedigen. De officieren uit het Ministerie van Oorlog die tegenmaatregelen wilden nemen, hadden wapens naar binnen weten te smokkelen en besloten om Fromm te bevrijden. Ze vluchtten weg van de samenzweerders en hoopten, dat ze niet zouden worden gepakt en bestraft.
Een paar minuten voor 11 uur lanceerden aanhangers van Hitler een aanval op de kantoren van de samenzweerders. Ze gingen eerst naar Olbricht en beschuldigden hem ervan dat er dingen gebeurden die tegen Hitler waren gericht. Ze wilden Fromm spreken. Een secretaresse die dit allemaal had meegekregen, meldde Von Stauffenberg hoe de situatie was. Deze ging, samen met Von Haeften, naar Olbricht toe om hem te bevrijden. Toen ze echter bij het huis aankwamen, werden ze ontvangen door een regen van kogels. Graf von Stauffenberg werd in zijn linkerarm geraakt en bloedde hevig. Er ontstond een vuurgevecht tussen het verzet en de aanhangers van Hitler. Kort daarop werden ze overmeesterd en in de boeien geslagen. Niet lang daarna werd de aanval op de kantoren van de Bendlerstraße ingezet. In dit gebouw werd iedereen die ook maar enigszins verdacht was gearresteerd. Het gebouw werd in hoog tempo ontruimd.
Om 23.15 uur waren de leiders van de samenzweerders, Beck, Hoepner, Olbricht, Von Haeften, ridder Von Quirnheim en graaf Von Stauffenberg, gearresteerd. De staatsgreep was mislukt.

## Executies van de samenzweerders

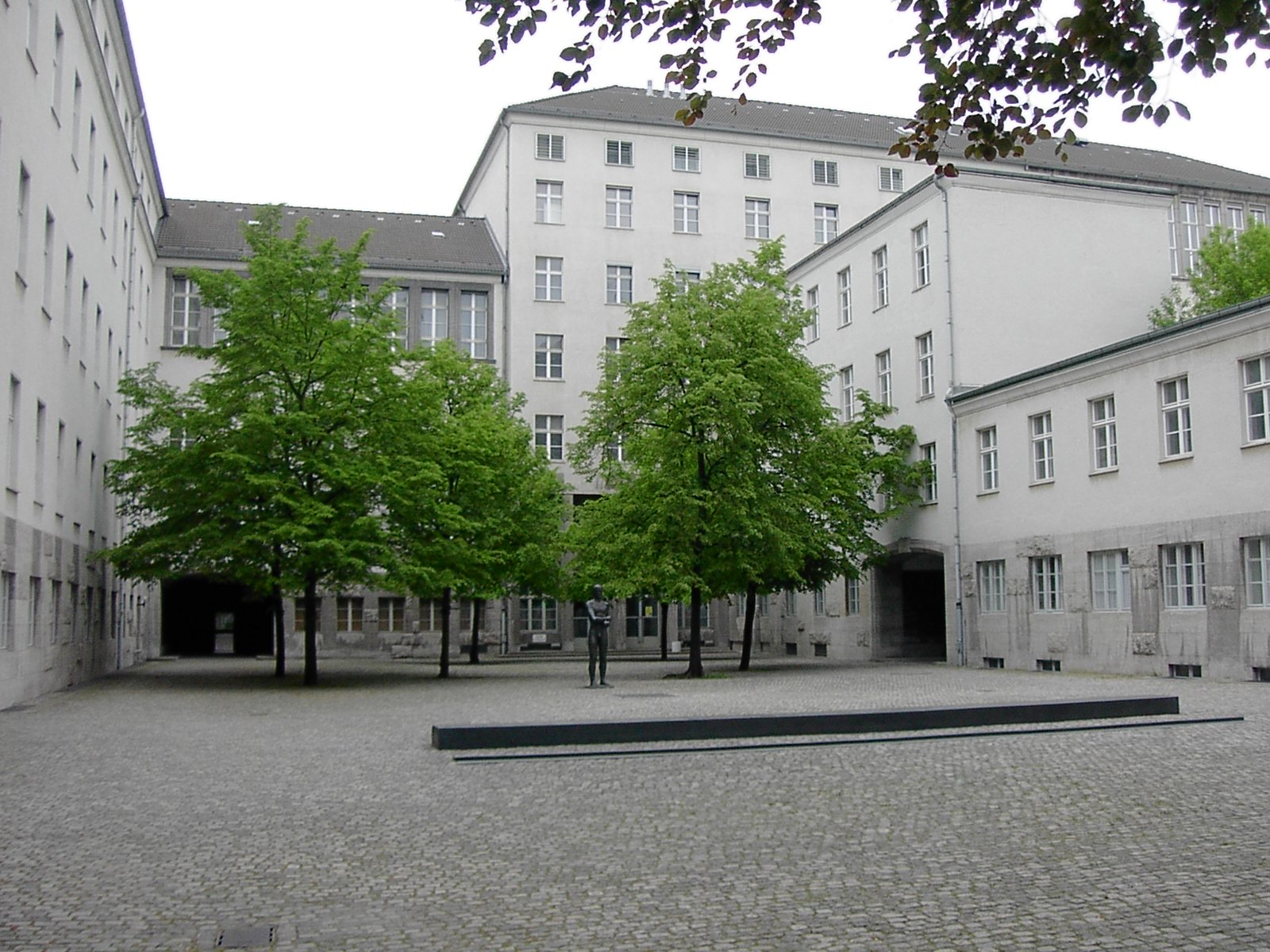
De binnenplaats waar graaf Claus von Stauffenberg, Olbricht en de anderen werden geëxecuteerd

Nadat de kopstukken van de samenzweerders waren gearresteerd, werden ze in snel tempo veroordeeld.
Fromm, die om elf uur was bevrijd, moest na zijn bevrijding een korte krijgszitting houden. Hij moest bewijzen dat hij niets met de aanslag te maken had. Dit lukte hem in eerste instantie. Hij mocht later zelfs het executiepeloton samenstellen.
Nog voordat de samenzweerders werden veroordeeld, had Beck gevraagd of hij zelfmoord mocht plegen. Zijn eerste poging mislukte. Het bloed vloeide weliswaar uit zijn hoofd, maar hij was niet dood. Hij vroeg aan Fromm of hij nog een tweede poging mocht doen. Fromm gaf hiervoor toestemming. Becks tweede poging liep weer uit op een mislukking. Vlak voordat hij vuurde, trok hij zijn hoofd bij de loop vandaan. Fromm begon ongeduldig te worden en liet Beck in een kamer ernaast door een sergeant-majoor executeren.
Er werd een soort van ‘krijgszitting’ gehouden. Fromm functioneerde als 'rechter' en zou het lot van de verzetslieden bepalen. Hoepner was de eerste die aan de beurt was. Hij zei: “Ik kan mijn onschuld bewijzen. Mijn gedrag komt voort uit eervolle motieven. En het spijt me zeer….” Fromm 'veroordeelde' hem tot de dood en liet hem alvast afvoeren naar een cel. Nadat Hoepner was afgevoerd en veroordeeld was het de beurt aan von Stauffenberg, von Haeften en von Quirnheim. Fromm vroeg of zij een verklaring hadden en of ze hun onschuld konden bewijzen. Alle drie bleven ze echter zwijgend voor zich uit staren. Fromm zei: "Ik neem aan, dat jullie je geen illusies maken over je lot. Ik moet mijn plicht doen. Ik geef jullie nog enige minuten de tijd om afscheidsbrieven te schrijven." Nadat ze die brieven hadden geschreven, werden ze onder begeleiding van zes gewapende soldaten afgevoerd naar de cel, waar ook Hoepner zich bevond. Het is aannemelijk dat Fromm de samenzweerders zo snel mogelijk wilde executeren om zijn eigen betrokkenheid bij de coup te verbergen. Hier slaagde hij overigens niet in: toen hij Goebbels bezocht merkte deze schamper op dat hij 'wel erg veel haast had zijn getuigen onder de grond te stoppen'. Fromm werd ter plekke gearresteerd en zou uiteindelijk zelf nog voor het eind van de oorlog gefusilleerd worden.
Om 00.15 uur werden von Stauffenberg, Olbricht, Von Haeften en Mertz von Quirnheim voor een zandwal opgesteld. In het licht van de koplampen van een auto moesten ze in volgorde van hun rang worden doodgeschoten door het executiepeloton. Toen het peloton aanlegde om Graf von Stauffenberg neer te schieten, wierp Von Haeften zich voor hem en ving zo de kogels voor hem op. Het executiepeloton richtte opnieuw en een moment voordat hij door de fatale schoten werd getroffen, riep de graaf iets naar zijn beulen. Te midden van de weergalmende echo’s van het lawaai waren zijn woorden niet goed te verstaan. Volgens sommigen riep hij: "Es lebe unser heiliges Deutschland!" ("Leve ons heilige Duitsland!"). Volgens anderen - en dat lijkt waarschijnlijker - verwezen von Stauffenbergs laatste woorden naar zijn grote leermeester, de dichter Stefan George, en de titel van Georges gedicht over het Duitse verzet: "Es lebe unser geheimes Deutschland!" ("Leve ons geheime Duitsland!"). De lijken werden vervolgens op het oude St.-Matthäus-Kerkhof in Berlijn begraven, met de uniformen aan en met de onderscheidingen opgespeld. Himmler gaf de volgende dag echter opdracht de lijken weer op te graven en te cremeren. Hun as werd over de velden verstrooid. Op 10 augustus 1944 werden o.a. Berthold Schenk von Stauffenberg en Fritz-Dietlof von der Schulenburg ter dood veroordeeld.
Naast de dood van de rechtstreeks betrokkenen werden er ook nog 7000 arrestaties verricht als gevolg van de aanslag. Dit waren onder andere tien volwassenen van de familie Von Stauffenberg en acht van de familie Goerdeler, zij werden allemaal opgesloten in concentratiekamp Buchenwald.

## Eerherstel
Het duurde lang voordat de samenzweerders eerherstel  kregen. De Duitse publieke opinie was ook in de eerste jaren na de oorlog niet positief over hun actie. De eerste keer dat er officiële aandacht voor hen was, was in 1954. Theodor Heuss, de eerste president van de Bondsrepubliek Duitsland, benadrukte op dat moment de noodzaak van eerherstel gezien de grootsheid van de daden. In Oost-Duitsland was er decennia lang geen aandacht voor de samenzwering, mogelijk omdat het om conservatieve en aristocratische samenzweerders ging die niet overeenkwamen met het socialistische ideaal. De eerste volledig Duitse herdenking van de aanslag vond plaats in 1990. In 2013 stierf het laatste overlevende lid van de samenzweerders, Ewald-Heinrich von Kleist-Schmenzin. Sinds 2014 worden de verzetsstrijders in Duitsland over het algemeen beschouwd als helden.

## Films en documentaires

### Films
- 1955 - Der 20. Juli (De 20e juli)
- 1955 - Es geschah am 20. Juli (Het gebeurde op 20 juli)
- 1990 - Stauffenberg, Verschwörung gegen Hitler (Stauffenberg, het complot tegen Hitler)
- 2003 - Die Stunde der Offiziere (Het uur van de officieren)
- 2004 - Stauffenberg
- 2008 - Valkyrie

### Documentaires
- 2001 - Schokkend Wereldnieuws serie 7
- 2004 - Plotting to Kill Hitler (Samenzweren om Hitler te doden)
- 2008 - 42 ways to Kill Hitler (Killing Hitler)
- 2009 - Stauffenberg - Die Wahre Geschichte (Stauffenberg, the True Story)
- 2010 - Mythbusters Episode 159 (Operation Valkyrie)